# Liga de los Comunistas de Bosnia y Herzegovina
La Liga de los Comunistas de la República Socialista de Bosnia y Herzegovina ( en serbocroata: Savez komunista Bosne i Hercegovine / Савез комуниста Босне и Херцеговине, SK BiH, СК БиХ) fue la rama bosnia de la Liga de Comunistas de Yugoslavia.

## Historia
El titular del cargo fue, durante un período significativo, el político más influyente de facto en la República Socialista de Bosnia y Herzegovina , una república constituyente de Yugoslavia . El nombre oficial de la oficina se cambió en mayo de 1982 de "Secretario del Comité Central" a Presidente de la Presidencia del Comité Central de la Liga de Comunistas de Bosnia y Herzegovina ( Predsednik Predsedništva Centralnog komiteta Saveza komunista Bosne i Hercegovine ).
La Liga de Comunistas de Bosnia y Herzegovina también era una organización subordinada a la Liga de Comunistas de Yugoslavia a nivel federal . Entre diciembre de 1943 y septiembre de 1952, el primero fue nombrado Partido Comunista de Bosnia y Herzegovina (siendo parte del Partido Comunista de Yugoslavia más grande ), hasta que ambos partidos pasaron a llamarse "Liga de Comunistas" en 1952.

## Presidentes del Comité Central de la Liga de los Comunistas de la RS de Bosnia y Herzegovina
| N.º                            | Imagen                         | Nombre                         | Desde                          | Hasta                          |
| Secretarios del Comité Central | Secretarios del Comité Central | Secretarios del Comité Central | Secretarios del Comité Central | Secretarios del Comité Central |
| ------------------------------ | ------------------------------ | ------------------------------ | ------------------------------ | ------------------------------ |
| 1                              |                                | Đuro Pucar                     | Diciembre de 1943              | Marzo de 1965                  |
| 2                              |                                | Cvijetin Mijatović             | Marzo de 1965                  | 1969                           |
| 3                              |                                | Branko Mikulić                 | 1969                           | Abril de 1978                  |
| 4                              |                                | Nikola Stojanović              | Abril de 1978                  | 23 de mayo de 1982             |
| 5                              |                                | Hamdija Pozderac               | 23 de mayo de 1982             | 28 de mayo de 1984             |
| 6                              |                                | Mato Andrić                    | 28 de mayo de 1984             | Junio de 1986                  |
| 7                              |                                | Milán Uzelac                   | Junio de 1986                  | Mayo de 1988                   |
| 8                              |                                | Abdulah Mutapčić               | Mayo de 1988                   | 29 de junio de 1989            |
| 9                              |                                | Nijaz Duraković                | 29 de junio de 1989            | Diciembre de 1990              |